# Wutuella
Wutuella es un género de foraminífero bentónico de la subfamilia Boultoniinae, de la familia Schubertellidae, de la superfamilia Fusulinoidea, del suborden Fusulinina y del orden Fusulinida. Su especie tipo es Gallowaiinella wutuensis. Su rango cronoestratigráfico abarca el Kunguriense (Pérmico inferior).

## Discusión
Clasificaciones más recientes incluyen Wutuella en la superfamilia Schubertelloidea, y en la subclase Fusulinana de la clase Fusulinata.

## Clasificación
Wutuella incluye a las siguientes especies:
- Wutuella concinna †
- Wutuella lancetiformis †
- Wutuella wutuensis †